# Бій під Устриками-Долішніми

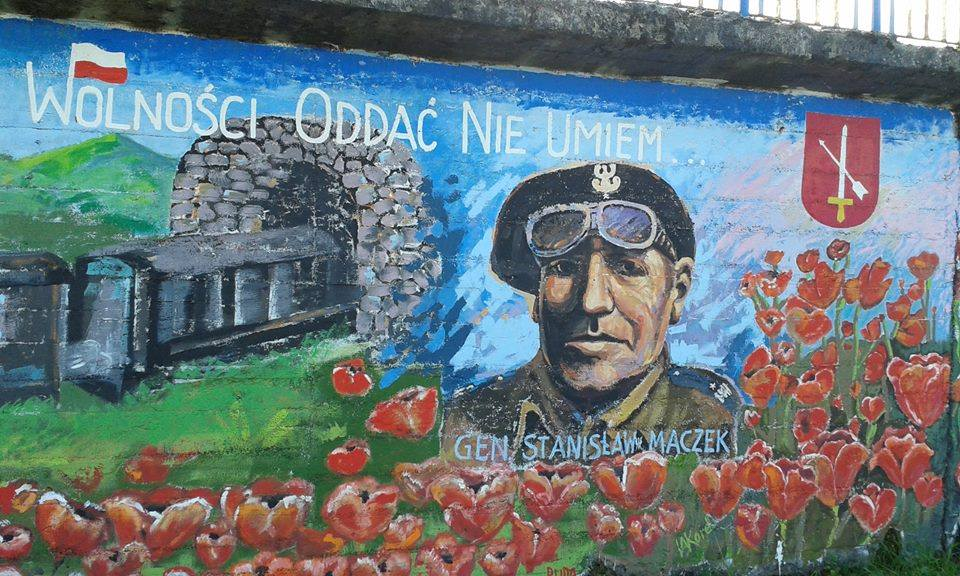
Пам'ятний мурал на честь генерала Станіслава Мачека на залізничному вокзалі в Устриках Долішніх

Бій під Устриками-Долішніми — битва, що відбулася 20 листопада 1918 року під час польсько-української війни між частинами Війська Польського та Української Галицької Армії.

## Ситуаційний фон
Устрики-Долішні були розташовані на прадавніх етнічних українських землях Бойківщини, тому були взяті під контроль частинами Української Галицької Армії в перших числах листопада 1918 року. Водночас з 1 листопада тривали бої за Львів. Місто було майже повністю оточене, в глибині ЗУНР, і перекинути війська та постачання можна було лише однією залізничною лінією з Перемишля. Польське командування вирішило, що цього недостатньо для утримання міста. Друга лінія австрійської залізниці, що вела до Львова з півдня, вела з контрольованого поляками Кросно через, серед іншого, Устрики-Долішні, Хирів і Самбір. Тому польське командування, що дислокувалося в Кросно, вирішило прокласти другий шлях до обложеного міста. Першою ціллю на цій дорозі були Устрики Дольні, які також мали допомогти у деблокації Львова, що контролювався польськими заколотниками, та утримати раніше окупований Перемишль.

## Хід бою
Лейтенант Станіслав Мачек, молодий офіцер з великим досвідом, набутим в австрійській армії. Очолив бронепоїзд «Козак» і роту чисельністю близько 120 бійців. 20 листопада 1918 року Мачек вирушив зі своїм підрозділом із залізничної станції в Кросно і, ніким не помічений, дістався станції в Устриках-Долішніх. Його поява була повною несподіванкою для частин УГА. Польські жовніри вискочили з потяга і біля станції атакували українських стрільців. Короткий багнетний бій вирішив результат бою. Водночас в Устриках також перебував український бронепотяг, який під час обстрілу солдатами Мачкова не відкрив вогонь. Поляки захопили в українців чотири польові гармати.
Бої між Військом Польським і Українською Галицькою Армією під Хировом увійшли в критичну фазу 5-6 грудня 1918 року. Тоді польське командування в Хирові отримало інформацію, зібрану розвідувальними і розвідувальними патрулями про запланований на 6 грудня український наступ на Хирів, а також про наступ з лівого крила, який мав замкнути кільце польських військ навколо Хиріва і спричинити захоплення Устриків-Долішніх. Щоб перешкодити реалізації цього плану, 5 грудня було відібрано підрозділ лейт. Генрика П'єтрака з 10-го полку піхоти, підтриманого відділом краківських добровольців і польської громадської міліції з Долішніх-Устриків, під командуванням сек. Тарновського. Їхнім завданням було убезпечити місто та залізничну станцію на випадок наступу українських військ з боку Гошіва. 6 грудня цей підрозділ, дійшовши залізницею з Хирова до Устриків-Долішніх, вирушив у бік Гошіва. У зимовій обстановці із здивованою появою підрозділу Війська Польського тривав двогодинний бій. Його наслідком стало знищення українського підрозділу, взято в полон 23 (за іншими даними 38) полонених і захоплено багато військової техніки. Відділення лейт. Генрик Петржак, дійшовши через Рябе до Устриків-Долішніх, залишив там полонених і повернувся до Хирова, ведучи подальші бої, аж поки нарешті Устрики та околиці повністю не захопила польська армія, а українська армія повністю відступила.
На той час Бойківська бригада УГА, що дислокувалася в Літовищах, силами двох сотень контролювала район Чарна, Задвір'я та Рабе. Загалом чотири сотні утворили т. зв Перший Леський Курінь. Його завданням було укомплектувати лінію польсько-українського фронту на ділянці від Гошіва до колишнього угорського кордону, що, однак, не відбулося завдяки ефективній дії польської армії, що спричинала відхід українців з цих теренів.

## Сенс битви
Невелике зіткнення в Долишніх-Устриках, швидке захоплення станції на стратегічному залізничному шляху, відкрило великі можливості для Польського війська. Подальше просування на схід спочатку було успішним і призвело до захоплення Хиріва 16 грудня. Проте під Самбором, який полякам не вдалося здобути, наступ було зупинено; в результаті друга лінія постачання до Львова не була відкрита. Столиця Галичини, однак, витримала облогу однією лінією до травня, коли була окупована загальним польським наступом.

## Після битви
Після окупації міста Польським військом, Устрики-Долішні кілька разів зазнавали атак УГА, наприклад у січні 1919 року колона наступаючих українських військ була розбита польською кавалерією біля села Рівня. Проте захопити місто українцям так і не вдалося.
24 листопада під час зустрічі з представниками єврейської громади Устриків-Долішніх підполковник Юзеф Свобода вимагав викуп у 300 000 крон, який мав бути доставлений протягом години. За даними «Свободи», місцеві євреї нібито співпрацювали з українцями. У разі відмови він погрожував знищити єврейський квартал бронепоїздом. Євреям вдалося зібрати 59 337,82 крон. Інформація про вимогу «Свободи» дійшла до члена Польської ліквідаційної комісії Зигмунта Ласоцького, який визнав її незаконною. Незважаючи на це, Свободі вдалося зібрати додатково 90 000 крон.

## Пам'ять
У 2010 році група мешканців Устриків-Долішніх у рамках своєї волонтерської діяльності виготовила мурал біля станції в Устриках-Долішніх на честь лейтенанта (згодом генерала) Станіслава Мачека та його бій в бронепоїзді.
У листопаді 2020 року в Устриках-Долішніх між костелом Матері Божої Королеви Польської та історичним залізничним вокзалом, де відбулася битва 1918 року, встановлено статую Станіслава Мачека.

## Виноски
1. 1 2  NADLEŚNICTWO USTRZYKI DOLNE - Hoszów 1918-1919. Lasy Państwowe Regionalna Dyrekcja Lasów Państwowych w Krośnie.
2. ↑  Hagen, 2018.
3. ↑  W Ustrzykach Dolnych odsłonięto pomnik generała Stanisława Maczka. TVP3 Rzeszów. 29 листопада 2020.